# Аманда Парк (Вашингтон)
Аманда Парк (енгл. Amanda Park) насељено је место без административног статуса у америчкој савезној држави Вашингтон.

## Демографија
По попису из 2010. године број становника је 252.
| Група             | 2000.    | 2010.       |
| Белци             | 0 (0,0%) | 108 (42,9%) |
| Афроамериканци    | 0 (0,0%) | 0 (0,0%)    |
| Азијати           | 0 (0,0%) | 5 (2,0%)    |
| Хиспаноамериканци | 0 (0,0%) | 79 (31,3%)  |
| Укупно            | 0        | 252         |